# Akmenė
Akmenė è una città della Lituania, situata nella contea di Šiauliai.